# Tillandsia bourgaei
Tillandsia bourgaei är en gräsväxtart som beskrevs av John Gilbert Baker. Tillandsia bourgaei ingår i släktet Tillandsia och familjen Bromeliaceae. Inga underarter finns listade i Catalogue of Life.